# Norman Whiteside
Norman Whiteside (Belfast, 7 de maig 1965) és un exfutbolista nord-irlandès.
Va jugar pel Manchester United FC un total de 273 partits en els quals marcà 66 gols. Posteriorment jugà amb l'Everton FC abans de retirar-se per una lesió a l'edat de 26 anys.
Whiteside trencà el rècord de Pelé com a jugador més jove en disputar una Copa del Món de futbol, quan debutà amb la selecció nord-irlandesa amb només 17 anys i 41 dies al Mundial d'Espanya 82. També disputà el Mundial de Mèxic 86. En total disputà 38 partits i marcà 9 gols amb la selecció.